# ایرانیان نترس جهنمی
ایرانیان نترس جهنمی(به انگلیسی: Fearless Iranians From Hell) نام گروه موسیقی آمریکایی با عضو ایرانی‌تبار است که در سال ۱۹۸۳ در سن آنتونیوی تگزاس پایه‌گذاری شد. سبک آن‌ها در ابتدای فعالیت هاردکور/پانک بود و بعداً به کراس‌اور/ترش متال تغییر پیدا کرد.
ترانه‌های آهنگ‌های آن‌ها از نقطه نظر یک مسلمان افراطی نوشته می‌شد و تمایلات ایرانی‌ستیزی را که در آمریکای آن زمان، خصوصاً به دلیل ماجرای انفجار سفارت آمریکا در بیروت (۱۹۸۳)، رایج بود به سخره می‌گرفت.

## تاریخچه
گروه در سال ۱۹۸۳ توسط اعضای پیشین گروه مارچینگ پلاگ که کلاه صورت‌پوش به سر می‌کردند و ادای تروریست‌ها را درمی‌آورند پایه‌ریزی شد. امیر مأموری از اعضای اولیه گروه و خواننده گروه بود. جان کوئن، عکاس، می‌گوید که چینش اصلی گروه تنها سه یا چهار بار قبل از آنکه تغییرات در اعضای گروه آغاز شود اجرا کردند. راس متیو زمانی که برای گروه می‌خواند ۱۶ سال سن داشت. او بعداً گروه را ترک کرد رستافار شد و به گروه رگهٔ بافلو سولدجرز پیوست.
ایرانیان نترس جهنمی با کمپانی بونر رکوردز قرارداد امضا کردند. اولین کار منتشر شده آن‌ها یک ای‌پی با نام خودشان بود. این ای‌پی شامل آهنگ‌های «سفارت را منفجر کن» و «کلن ایرانی» بود. اولین آلبوم بلند آن‌ها «برای الله می‌میرم» در سال ۱۹۸۷ منتشر شد. آلبوم توسط بیگ تیک‌اور در آلمان منتشر شد و جلد آن آیت‌الله خمینی را نشان می‌داد. قطعه «مناجات» شامل ترانه‌هایی به زیان فارسی یود. آن‌ها «جنگ مقدس» را در سال ۱۹۸۸ منتشر کردند و سومین آلبوم آن‌ها «آمریکایی‌های احمق» در سال ۱۹۹۰ منتشر شد.

## آلبوم‌ها
- Fearless Iranians from Hell ۱۹۸۶
- Die for Allah ۱۹۸۷
- Holy War ۱۹۸۸
- Foolish Americans ۱۹۹۰